# Propionibacteriales
Propionibacteriales es un orden de Actinomycetes.
- Datos: Q7250335
- Especies: Propionibacterineae